# Fritz Asthöwer

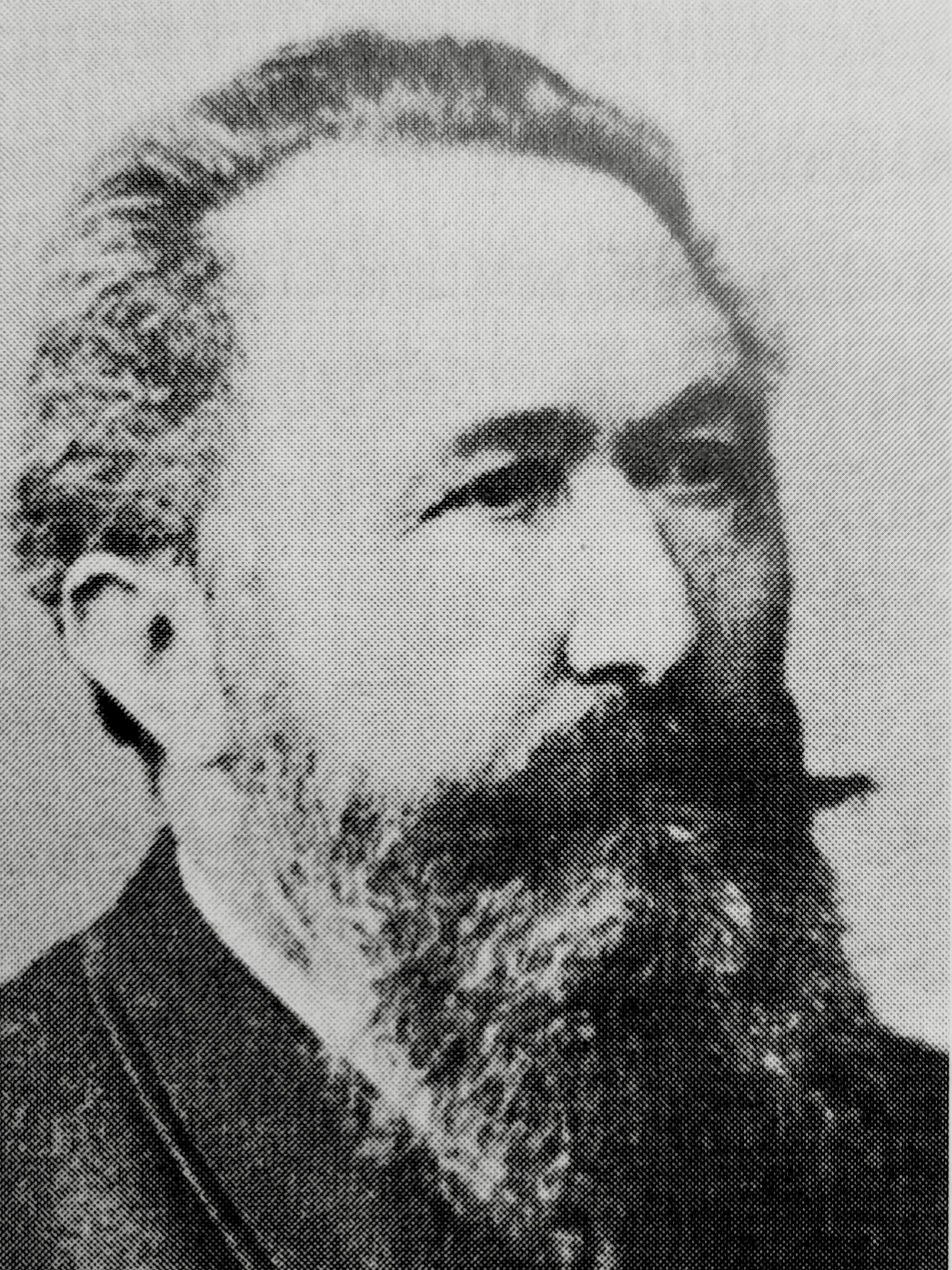
Fritz Asthöwer

Fritz Asthöwer, auch Friedrich Joseph Asthöwer, (* 21. Dezember 1835 in Köln; † 17. Oktober 1913 in Essen) war ein deutscher Ingenieur, Direktor der Friedrich Krupp AG und Mitglied der Essener Stadtverordnetenversammlung.

## Leben
Asthöwer war der Sohn des Juweliers Johann Nikolaus Gideon Asthöwer und dessen Frau Maria Josepha Gertrud geborene Walburga. Er besuchte die Gewerbeschule in Köln und zwischen 1853 und 1857 die Königliche Gewerbeakademie Berlin.
Auf der Sayner Hütte in Bendorf im Landkreis Mayen-Koblenz nahm er erste berufliche Tätigkeiten auf. Ab 1859 arbeitete er im Walz- und Puddelwerk Hasper Hütte bei Hagen. Ein Jahr später wurde er Betriebsleiter der Eisenbahnwerkstätte der Köln-Mindener Eisenbahn-Gesellschaft in Dortmund. 1862 übernahm er leitende Tätigkeiten wiederum auf der Hasper Hütte und zwischen 1866 und 1875 auf der Steinhauser Hütte in Witten. 1868 legte er den Grundstein für den Bau eines Stahlwerks in Witten-Annen, dessen technischer Direktor er ab 1875 war. Ein Jahr später leitete er das Werk allein, das folgend als F. Asthöwer & Co firmierte. Zu dieser Zeit erwarb sich Asthöwer auf dem Gebiet des kohlenstoffärmeren Stahlformgusses einen ausgezeichneten Ruf, da dem Maschinenbau von nun an ein bis dahin unbekanntes Material zur Verfügung stand. Das Werk wurde 1886 durch die Firma Friedrich Krupp gekauft, wobei Asthöwer ins Direktorium wechselte, dem er zehn Jahre angehörte. Die unter seiner Leitung stehenden Tiegel-, Bessemer- und Martin-Stahlwerke bei Krupp konnte er erweitern und verbessern.
Nach dem Ausscheiden aus dem Kruppschen Direktorium 1896 wandte er sich der Kommunalpolitik in Essen zu und war zwischen 1897 und 1904 Mitglied der Essener Stadtverordnetenversammlung.
Friedrich Joseph Asthöwer wurde auf dem Friedhof Bredeney in Essen beigesetzt. 1914 wurde eine Straße in Essen-Holsterhausen nach ihm benannt. Sie wurde durch erhebliche Umbauten nach dem Zweiten Weltkrieg aufgehoben und überbaut. Die heutige Asthöwerstraße ebenfalls in Holsterhausen trägt seit 1957 seinen Namen.